# كارولين غريس كاسيدي
كارولين غريس كاسيدي (بالإنجليزية: Caroline Grace Cassidy)‏ هي مؤلفة أيرلندية، ولدت في 25 ديسمبر 1976 في دبلن في جمهورية أيرلندا.

## وصلات خارجية
- كارولين غريس كاسيدي على موقع IMDb (الإنجليزية)
- كارولين غريس كاسيدي على موقع قاعدة بيانات الفيلم (الإنجليزية)